# Les Mains d'Orlac (film, 1935)
Pour les articles homonymes, voir Les Mains d'Orlac (homonymie).
Pour plus de détails, voir Fiche technique et Distribution.
Les Mains d'Orlac (Mad Love) est un film américain réalisé par Karl Freund, sorti en 1935.

## Synopsis

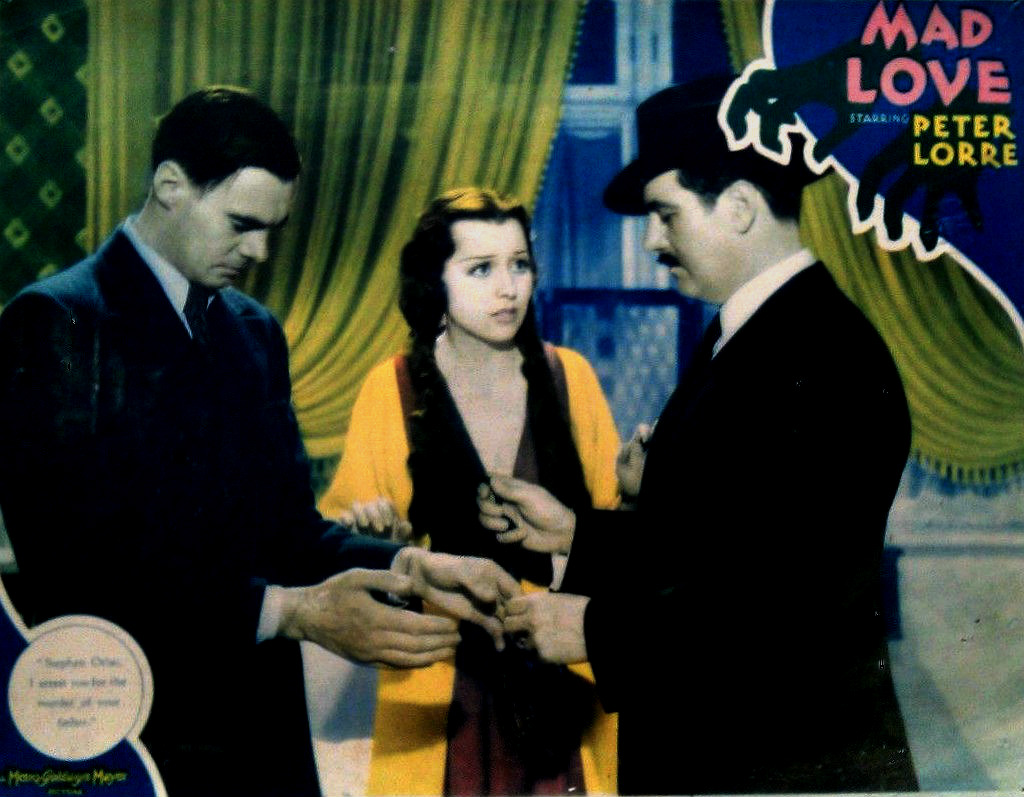
Carte promotionnelle du film.

Le pianiste Stephen Orlac est victime d'un accident de chemin de fer, qui le blesse gravement à la tête et le prive de ses mains. Le célèbre et controversé docteur Gogol lui greffe celles d'un assassin fraîchement guillotiné. Dès lors, Orlac se demande s'il n'est pas un Mister Hyde ayant hérité de penchants criminels. Il semble souffrir d'hallucinations, s'enfonce dans la dépression. Son épouse enquête pour le sauver, mais le couple est pris dans un complot. Les mystères et les crimes se multiplient autour d'Orlac.

## Remarque
Les Mains d'Orlac est cité de manière récurrente dans le roman de Malcolm Lowry, Au-dessous du volcan (1947), dont l'action se déroule pour l'essentiel dans la ville mexicaine de Quaunahuac (Cuernavaca) le 1er novembre 1938, jour de la Fête des Morts. Dans la martyrologie chrétienne, la fête des trépassés a lieu le 2 novembre, et non le 1er, consacré à tous les saints. Le film est en effet diffusé dans le cinéma local, et une abondante publicité semble entourer le programme.
Toujours est-il que l'expression « Las Manos de Orlac. Con Peter Lorre » étoile régulièrement le texte. Dans le premier chapitre, Laruelle, un cinéaste qui semble avoir entretenu une relation adultère avec l'épouse du personnage principal, le consul déchu Geoffrey Firmin, assiste à l'une de ces diffusions. Le film et le roman ont bien des thèmes en commun : l'étrangeté de soi à soi, caractéristique de celui qui commet un crime sans le vouloir vraiment, mais sans pouvoir s'en empêcher ; l'amour, d'autant plus violent qu'il est impossible (les deux œuvres reposent sur un triangle amoureux, et la femme convoitée, dans les deux cas, se prénomme Yvonne) ; la jalousie ; la stérilité du créateur marqué par la faute. Le titre espagnol, bien plus que le titre original du remake de 1935 (Mad Love), fait retentir le souvenir du film autrichien de 1924 (Orlacs Hände) ; écho très opportun dans le cadre géographique et historique brossé par le roman, celui du Mexique compromis avec l'Allemagne nazie.

## Fiche technique
- Titre : Les Mains d'Orlac
- Titre original : Mad Love
- Réalisation : Karl Freund
- Scénario : Florence Crewe-Jones, Guy Endore, P. J. Wolfson et John L. Balderston d'après le roman de Maurice Renard
- Production : John W. Considine Jr. M.G.M. et la N.R.A.
- Musique : Dimitri Tiomkin
- Photographie : Chester A. Lyons et Gregg Toland
- Montage : Hugh Wynn
- Direction artistique : Cedric Gibbons
- Pays d'origine : États-Unis
- Genre : horreur
- Format : noir et blanc
- Durée : 68 minutes
- Date de sortie : 1935

## Distribution
- Peter Lorre : Docteur Gogol
- Frances Drake : Yvonne Orlac
- Colin Clive : Stephen Orlac
- Ted Healy : Reagan
- Sara Haden : Marie
- Edward Brophy : Rollo
- Henry Kolker : Préfet Rosset
- Keye Luke : Docteur Wong
- May Beatty : Françoise, gouvernante de Gogol

Et, parmi les acteurs non crédités :
- Otto Hoffman : Aveugle
- Robert Emmett Keane : Raoul
- Sarah Padden : Mère de la fille estropiée
- Charles Trowbridge : Docteur Marbeau
- Clarence Wilson : Créancier du piano

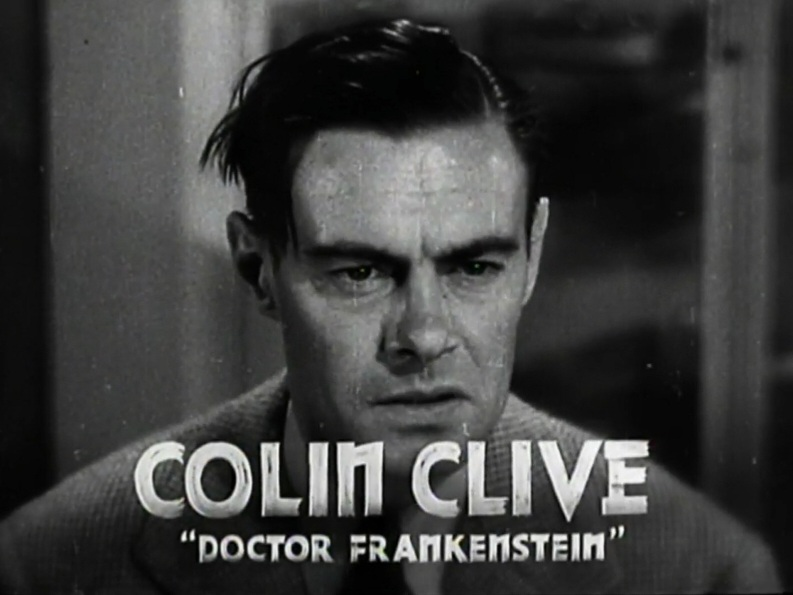
Colin Clive
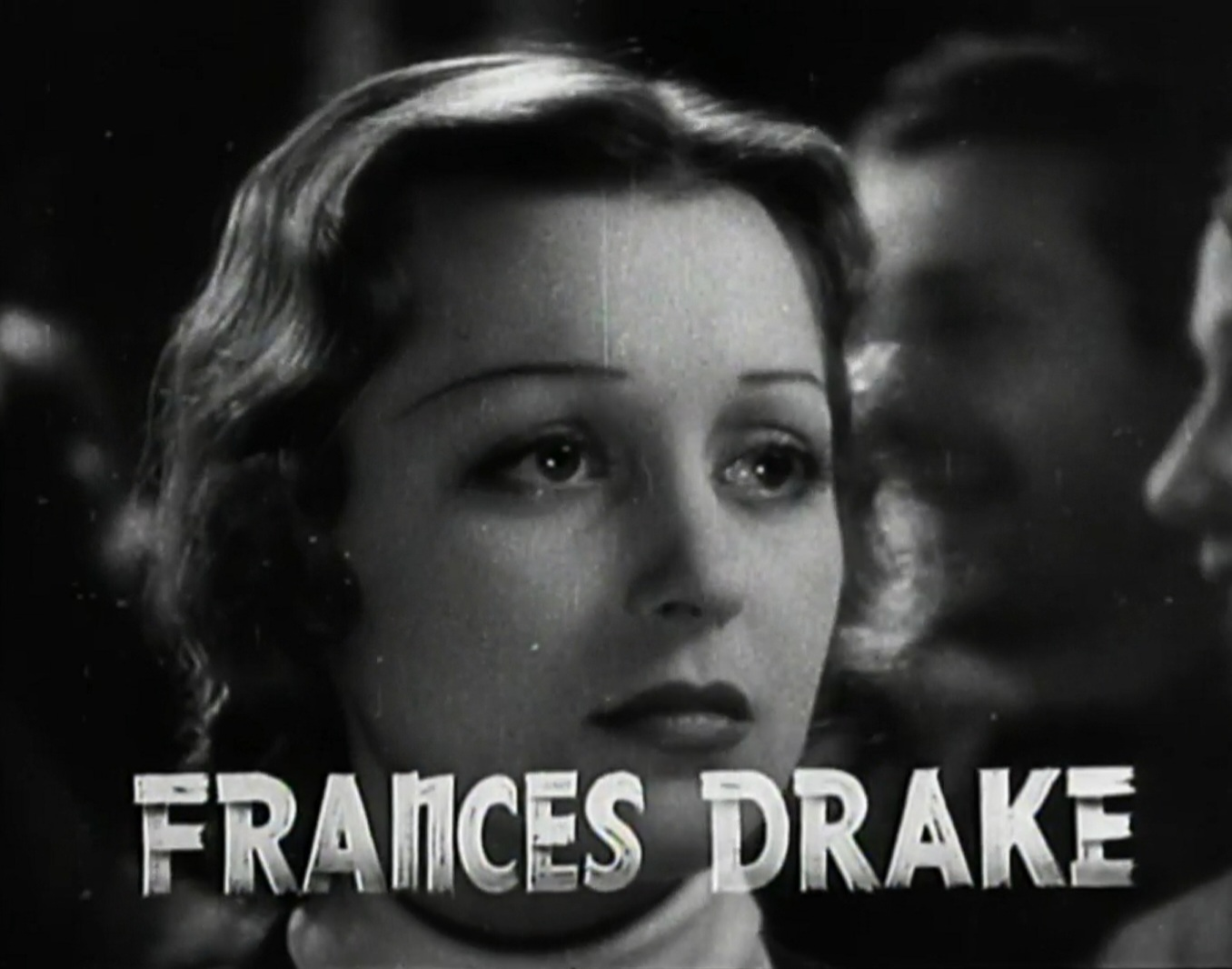
Frances Drake
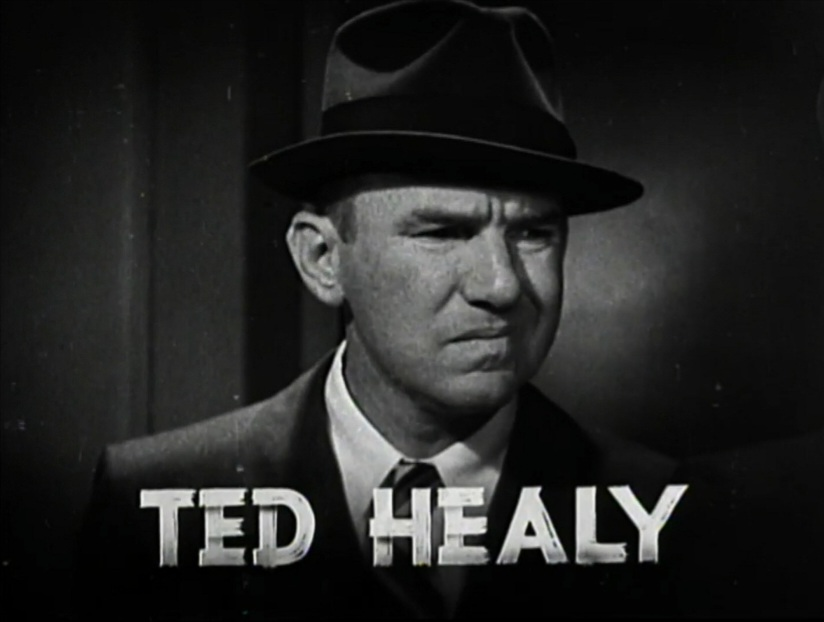
Ted Healy

## Autour du film
- Le réalisateur Tim Burton s'est inspiré de ce film pour réaliser le clip vidéo de la chanson « Here With Me » de The Killers en 2012[1].